# Словашка академия на науките
Словашката академия на науките (на словашки: Slovenská akadémia vied, SAV) е основната научна и изследователска институция в Словакия. Основана е през 1942 година, закрита след Втората световна война и отново възстановена през 1953 година.
Първичната ѝ мисия е свързана с придобиването на ново научно познание за природата, обществото и технологиите, по-специално осигурявайки научния фундамент за напредъка на Словакия. Академията се състои от 58 научни института и 13 помощни институции, издава 44 научни списания и 100–120 научни монографии на година. Академията е свързана с 41 научни и книжовни дружества, в които членуват изследователи от различни научни направления.

## История
Първият опит за създаване на модерна научна институция на територията на днешна Словакия датира от 1735 година в лицето на Матей Бел. Той предлага основаването на литературно общество (Societas litteraria) в Братислава, но делото му никога не успява. През 1792 година, по предложение, внесено от група патриотично настроени езиковеди, е основано Словашкото книжовно дружество (Slovenske ucene tovarisstvo). През 1844 година под давлението на Лудовит Щур е основано националното културно дружество Татрин (Tatrin).
Няколко години по-късно, през 1892 година, Андрей Кмет публикува във вестник „Народни новини“ (Narodne noviny) своя апел за създаването на Словашка научна асоциация (Slovensky vedecky spolok) или Словашка академия на науките. Тази идея довежда до учредяването на Словашкото музейно дружество (Muzealna spolocnost slovenska).
На 2 юли 1942 година Парламентът на Словашката република учредява Словашката академия на науките и изкуствата (Slovenska akademia vied an umeni), която се развива до представителната и същевременно действаща институция, насърчаваща научните изследвания в Словакия. В периода след Втората световна война САНИ е трансформирана в Словашка академия на науките (САН) с акт на Словашкия народен съвет на 18 юни 1953 година.
Върховният орган на самоуправление на академията е Общото събрание на учените. Членовете му се избират като представители на академичния състав на съответните научни организации.